# Пачелмский авлакоген
Пачелмский авлакоген — грабен, узкий прогиб, отрицательная тектоническая структура Русской плиты Восточно-Европейской платформы. Впервые выделен Николаем Серегеевичем Шатским в 1946 году как Пачелмский прогиб.
Назван в честь посёлка Пачелма Пензенской области. Также называется Рязано-Саратовским грабеном.

## Описание
Сформировался в рифейское время. Имеет сложное строение, состоит из ряда ответвлений, его дорифейский фундамент расчленён на серию блоков с гипсометрическими отметками 1,6-4,2 км. Находится расположен на юго-востоке Московской синеклизы. На юго-востоке раскрывается в Прикаспийскую впадину. Как и Днепрово-Донецкий авлакоген, имеет восток-юго-восточное простирание. В пределах авлакогена выделяются три структуры Рязанская, Сасовская депрессии, Аткарский выступ. Вместе с Московским и Пугачёвским грабенами объединяется в Пачелмскую СФО — структурно-формационную область.